# Урядовий кур'єр
Газета «Урядовий кур'єр» — щоденне видання центральних органів виконавчої влади України. Засновник — Кабінет Міністрів України. Газета виходить з жовтня 1990 року. Мова видання — українська. Періодичність — п'ять разів на тиждень (вівторок, середа, четвер, п'ятниця та субота). Входить до першої трійки[джерело?] найтиражніших видань в Україні. Загальний наклад 500[джерело?] тисяч примірників на тиждень.
«Урядовий кур'єр» оперативно інформує про найголовніші події у політичному, економічному, громадському, культурному житті країни та світу. Як офіційна газета органів державної виконавчої влади України, «Урядовий кур'єр» першим отримує найповнішу та ексклюзивну інформацію про діяльність Президента і Уряду України, друкує на своїх сторінках повні тексти законів України, Указів Президента, постанов та розпоряджень Кабінету Міністрів, нормативні документи міністерств і відомств та коментарі до них. Значна частина цих документів набирає чинності з дня публікації в «Урядовому кур'єрі».
Особливе місце в газеті займає правова тематика, матеріали якої розраховані не тільки на фахових юристів, державних службовців, а й на широкий читацький загал. Моніторинг законодавства, аналіз нових законопроєктів, узагальнення судової практики, діяльність правоохоронних органів, поради професійних правників, огляд ринку юридичних послуг — ось лише головні напрями, які охоплює цей блок. Окрім того, «Урядовий кур'єр» залишається чи не єдиною в Україні газетою, яка регулярно надає своїм читачам юридичні консультації, підготовлені фахівцями міністерств і відомств.
У газеті широко представлена культура, духовність, історія України, традиції українського народу. Багато уваги приділяє видання вітчизняній науці, пошукам та відкриттям учених, впровадженню інноваційних підходів і технологій в економіці, освіті, медицині. Ґрунтовно висвітлюється тема охорони здоров'я, зокрема проблеми реформування галузі, забезпечення доступності сучасної медичної допомоги, шляхи подолання соціально небезпечних хвороб, популяризується здоровий спосіб життя.
«Урядовий кур'єр» знайомить з панорамою міжнародних подій і одночасно є одним з найголовніших і найвиваженіших джерел про Україну за кордоном. Не випадково газету передплачують, зокрема, бібліотека Конгресу США та Британська бібліотека.
Серед авторів «Урядового кур'єра» — спеціалісти-аналітики, громадські діячі, політики, посадовці, бізнесмени, діячі науки, культури, освіти і спорту. Газета має розгалужену мережу власних кореспондентів, тож кожна цікавинка з регіонів швидко стає відомою всій Україні.
Свідоцтво про реєстрацію: КВ № 2 від 12 квітня 1994 року.